# Carlos Restrepo
Carlos Alberto „Piscis” Restrepo Isaza (ur. 5 marca 1961 w Medellín) – kolumbijski trener piłkarski.